# Стригун, Фёдор Николаевич
Фёдор Николаевич Стригу́н (укр. Федір Миколайович Стригун; род. 1 ноября 1939) — советский и украинский актёр театра и кино, режиссёр. Лауреат Государственной премии УССР имени Т. Г. Шевченко (1978). Народный артист Украинской ССР (1979), академик Национальной академии искусств Украины (2017).

## Биография
Фёдор Стригун родился 1 ноября 1939 года в селе Томашевка (ныне Уманский район, Черкасская область, Украина).
Окончил Киевский театральный институт имени И. К. Карпенко-Карого (1961, мастерская В. А. Нелли). После окончания института играл в Запорожском украинском музыкально-драматическом театре. 
С 1965 года — актёр Львовского украинского драматического театра имени М. К. Заньковецкой, с 1987 года — главный режиссёр, художественный руководитель.
С 1990 по 1998 год преподавал актёрское мастерство в Львовской консерватории им. М. Лысенко, затем преподавал на актёрском отделении филологического факультета Львовского национального университета.
Жена — актриса Таисия Литвиненко (1935—2025). Сын — актёр и продюсер Назар Стригун (род. 1972).

## Творчество

### Роли в театре
Львовский драматический театр имени М. Заньковецкой
- «Украденное счастье» (И. Франко) — Гурман
- «Тыл» (Н. Зарудный) — Растоскуев
- «Богдан Хмельницкий» (А. Корнейчук) — Хмельницкий
- «Правда» (А. Корнейчук) — Тарас Голота
- «Годы странствий» (А. Арбузов) — Ведерников
- «Под золотым орлом» (Я. А. Галан) — Макаров
- «Сон князя Святослава» (И. Я. Франко) — Святослав
- «Житейское море» (И. К. Карпенко-Карый) — Барильченко
- «Филумена Мартурано» (Э. Де Филиппо) — Доменико
- «Олекса Добвуш» (В. Босович) — Довбуш
- «Князь Даниил Галицкий» (В. Босович) — Галицкий
- «Бесприданница» (А. Н. Островский) — Саратов
- «Тартюф» (Мольер) — Оргон
- «Отелло» (У. Шекспир) — Отелло
- «Гайдамака» (Т. Г. Шевченко) — Гонта
- «Вей, ветерок!» (Райнис) — Улдис
- «Горькая судьба» (М. Старицкий) — Василий
- «Ой не ходи, Гриць…» (М. Старицкий) — Гриць
- «Хозяин» (И. Карпенко-Карый) — Лихтаренко
- «Пока солнце взойдёт» (М. Кропивницкий) — Степан
- «Михаил Ермаков» (Г. Мдивани) — Михаил
- «Синие росы» (Н. Зарудный) — Кагарлик
- «В степях Украины» (А. Корнейчук) — Алексей
- «Верность» (Н. Зарудный) — Богун
- «Король Лир» (У. Шекспир) — Эдгар
- «Планета надежд» (А. Коломиец) — Запорожец
- «Горячее сердце» (А. Н. Островский) — Гавриил
- «Моцарт и Сальери» (А. С. Пушкин) — Моцарт
- «Голубая роза» (Леся Украинка) — Орест
- «Белая болезнь» (К. Чапек) — Маршал
- «Каменный хозяин» (Леся Украинка) — Дон Жуан
- «Сестры Ричиски» (И. Вильде, Б. Анткив) — Завадка
- «Невольник» (М. Кропивницкий) — Степан
- «Сватовство на Гончаривци» (Г. Квитка) — Алексей
- «Гайдамакы» (Т. Г. Шевченко) — Ярёма
- «Мария Заньковецкая» (И. Рябокляча) — Садовский
- «Голубые олени» (А. Коломиец) — Чений
- «Ричард III» (У. Шекспир) — Ричард
- «Знаменосцы» (О. Гончар) — Колчан
- «Такое длинное, длинное лето» (Н. Зарудный) — Задорожний
- «Поднятая целина» (М. А. Шолохов) — Давыдов
- «Осенью, когда расцвела яблоня» (Я. Верещак) — Баджга
- «Украденное счастье» (И. Франко) — Михаил
- «Богдан Хмельницкий» (А. Корнейчук) — Богдан Хмельницкий
- «Андрей» (В. Герасимчук) — Андрей Шептицкий
- «Визит старой дамы» (Ф. Дюрренматт) — Иль
- «Наталья» (И. Котляревский) — выборный
- «Субботний ужин» (Шолом-Алейхем) — Тевье-молочник
- «У. Б. Н.» (Г. Тельнюк) — Зенон
- «Дама с камелиями» (А. Дюма-сын) — Жермон Дюваль
- «Невольник» (Т. Г. Шевченко) — Василий Коваль, старый запорожец

### Фильмография
- 1968 — Аннычка — Фёдор
- 1972 — Земля, до востребования
- 1972 — Пропавшая грамота — побратим Андрей
- 1973 — Когда человек улыбнулся — Люпин
- 1973 — До последней минуты  — Крикливый, националист
- 1974 — Гуси-лебеди летят — Себастьян
- 1976 — Щедрый вечер
- 1976 — Память земли
- 1979 — Поезд чрезвычайного назначения — Алексей Минзаревский
- 1979 — Вавилон XX
- 1979 — Хозяин — Лихтаренко
- 1980 — Дударики — командир эскадрона ЧОН
- 1981 — Два дня в декабре (укр. Два дні у грудні)
- 1981 — Колесо истории — Павло Мовчун
- 1981 — Такая поздняя, такая тёплая осень — Еремий
- 1982 — Тайны святого Юра
- 1982 — Если враг не сдается… — Фёдор Байда
- 1983 — Водоворот — Игнат
- 1983 — Вечера на хуторе близ Диканьки — Сотник
- 1985 — Женихи (укр. Женихи)
- 1986 — И в звуках память отзовётся — Николай Витальевич Лысенко
- 1987 — Золотая свадьба
- 1988 — Каменная душа — Юрчик
- 1990 — Небылицы про Ивана
- 1991 — Павло Полуботок
- 1992 — Ради семейного очага — комиссар полиции
- 1993 — Обет
- 1996 — Дети пробуждаются рано…
- 2008 — Владыка Андрей (укр. Владика Андрей) — Граф Шептицкий[2]
- 2013 — Поводырь — мастер Богдан

### Режиссёр кино
- 1991 — Павло Полуботок
- 1995 — Иисус, сын Бога живого (Украина)

## Признание и награды
- народный артист Украинской ССР (1979)
- медаль «Ветеран труда»[3]
- Государственная премия УССР имени Т. Г. Шевченко[3] (1978) — за исполнение главной роли в спектакле «Тыл»
- премия имени И. П. Котляревского[3]
- премия имени Н. Садовского[3]
- орден «За заслуги» І степени (Украина, 2006)[4], II степени (1999)[5] и III степени (1997)[6].[3]
- орден князя Ярослава Мудрого ІV степени (2014)[7]
- орден князя Ярослава Мудрого V степени (2009)[8]
- юбилейная медаль «20 лет независимости Украины» (19 августа 2011) — за значительный личный вклад в социально-экономическое, научно-техническое и культурно-образовательное развитие Украинского государства, весомые трудовые достижения и многолетний добросовестный труд[9]